# Heinrich Vöge
Heinrich Vöge, auch Voege (* 5. November 1895 in Kiel; † 27. Oktober 1954) war ein deutscher Ingenieur und Kapitän zur See (Ing.) der Kriegsmarine.

## Leben
Heinrich Vöge trat im Oktober 1913 in die Kaiserliche Marine ein und wurde am 28. September 1917 Marine-Ingenieuraspirant.
1920 erhielt er den Charakter als Leutnant zur See (Ing.) verliehen.
Von Juli 1935 bis Mai 1942 war Vöge an der Marineschule Kiel. Am 1. April 1936 zum Korvettenkapitän (Ing.) befördert, war er hier im gleichen Jahr als Lehrer.
Als Fregattenkapitän (Ing.) veröffentlichte er 1940 das Buch Elektrotechnik–Leitfaden für die Fachlehrgänge OFLfb.II an den Marineschulen im Bereich der Schiffsmaschinen-Inspektion Wilhelmshaven.
Von Mai 1942 bis November 1942 war er Leiter des Ausrüstungs- und Nachschubressorts (I und IX) der Kriegsmarinewerft Bergen. Als Nachfolger von Konteradmiral (Ing.) Friedrich Hilbig wurde er im Dezember 1942 Direktor des Marineausrüstung- und Reparaturbetriebs (Maureb) in Cherbourg. In dieser Position blieb er bis Juni 1944. Am 1. Juli 1942 war er zum Kapitän zur See befördert worden. Anschließend war er im Juni 1944 kurz Leiter des Marinestützpunktes St. Malo, bevor er von Juli bis September 1944 zur Verfügung des Kommandierenden Admirals Frankreich gesetzt war.
Ab September 1944 war er bis Kriegsende Direktor des Marineausrüstungs- und Reparaturbetrieb Narvik.
Im November/Dezember 1944 war er zeitgleich als Nachfolger von Konteradmiral (Ing.) Wilhelm Johannsen Direktor des Kriegsmarinearsenals Drontheim. Anschließend übernahm Johannsen wieder den Posten. Am 8. Januar 1946 wurde er aus der Kriegsgefangenschaft entlassen.